# FC Korea
FC Korea (em japonês:  Efu Shi Koria) é um clube de futebol japonês, com sede em Kita. Atualmente disputa a primeira divisão da Liga Regional de Futebol de Kanto, uma das Ligas Regionais da Terra do Sol Nascente..

## História
Fundado em 1961, o FC Korea manteve ligações inicialmente com a Chongryon, uma organização pró-Coreia do Norte no Japão, recrutando jogadores através do programa de esportes da Universidade da Coreia. Em 2002, rompeu com a Chongryon depois que o líder norte-coreano Kim Jong-il assumiu o sequestro de cidadãos japoneses, mudando para o nome atual no mesmo ano. O clube passou também a adotar uma postura pan-coreana para atrair jogadores sul-coreanos ao seu elenco.

## Base da Seleção dos Coreanos no Japão
Em 2015, a Associação de Futebol dos Coreanos no Japão (UKFAJ) foi fundada com o objetivo de promover uma participação mais ampla da diáspora coreana no futebol japonês, visando a formação de uma seleção "Zainichi", que sairia do papel em novembro do mesmo ano após a filiação da UKFAJ à ConIFA. O FC Korea é a base da Seleção de Futebol dos Coreanos no Japão, que terminou em 7º lugar entre 12 seleções participantes na Copa do Mundo CONIFA de 2016.